# Ambika (Mahabharata)
Ambika (Sanskrit अम्बिका ambikā) ist eine Figur der indischen Mythologie, im Mahabharata erscheint sie als Tochter von Kashya, dem König von Kashi.
Sie wird mit ihren Schwestern Amba und Ambalika von Bhishma entführt, um sie mit seinem Stiefbruder König Vichitravirya zu verheiraten. Ambika und Ambalika lassen sich gerne vermählen, Amba ist jedoch bereits versprochen, weshalb Bhishma sie wieder gehen lässt. Die Ehe bleibt kinderlos und als Vichitravirya nach sieben Jahren an einer Krankheit stirbt, lässt Vichitraviryas Mutter Satyavati sie mit ihrem ältesten Sohn Vyasa schlafen, damit das Geschlecht nicht ausstirbt. Da Vyasa sehr hässlich ist, schließt Ambika ihre Augen, als sie das Bett mit ihm teilen muss. Ihr gemeinsamer Sohn Dhritarashtra kommt daher blind zur Welt.